# Lakówka okazała

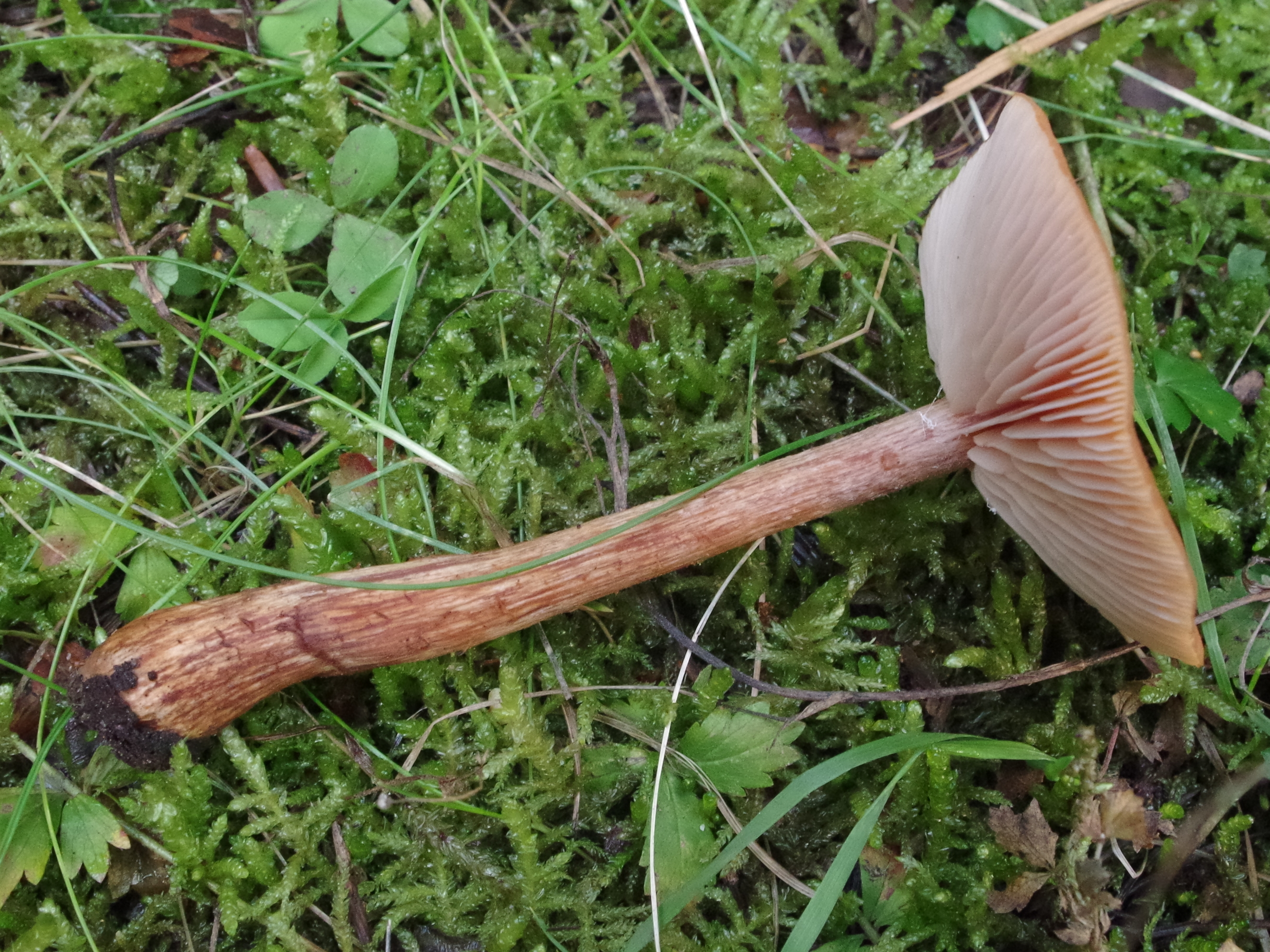

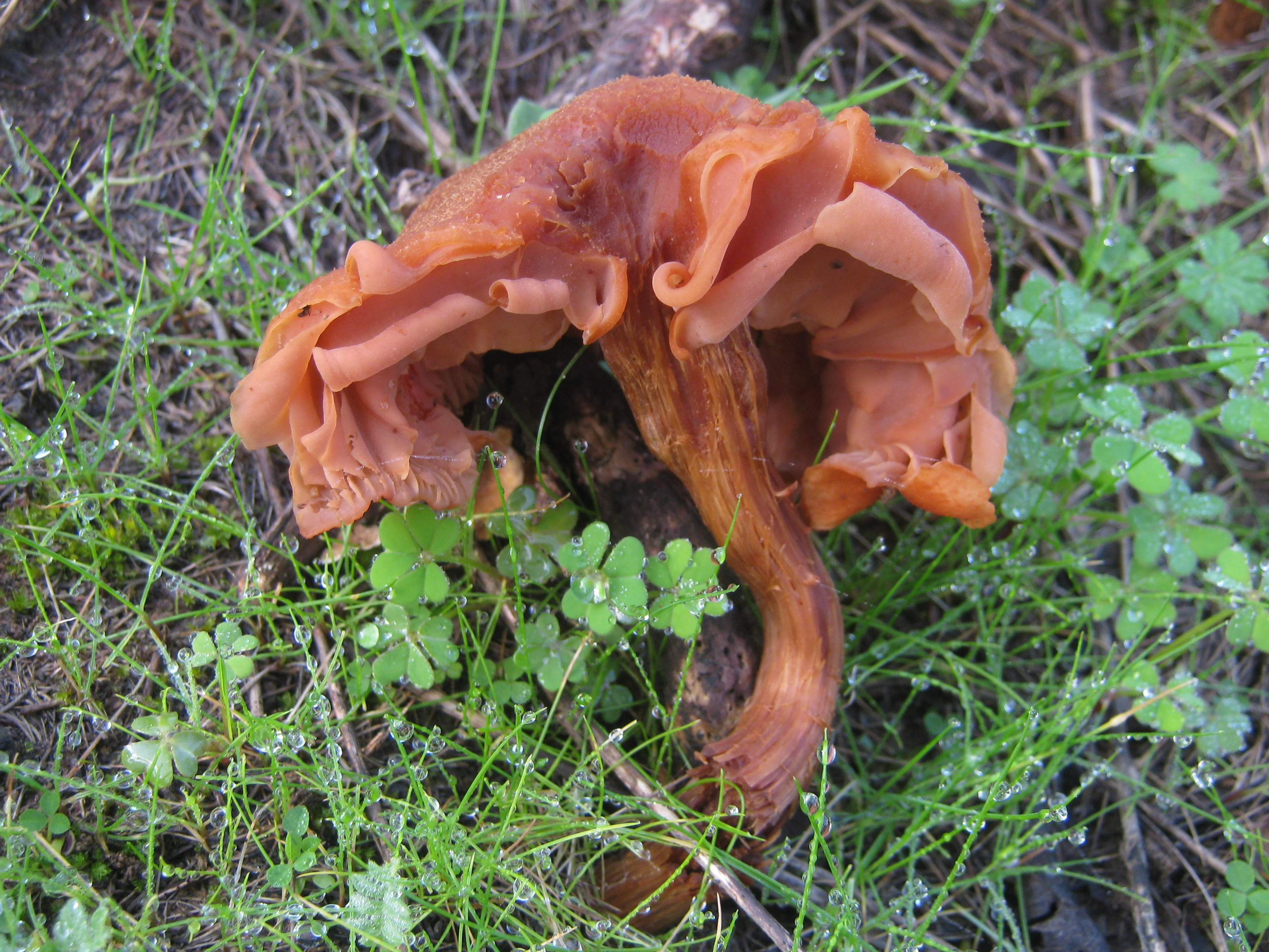

Lakówka okazała (Laccaria proxima (Boud.) Pat) – gatunek grzybów z rodziny piestróweczkowatych (Hydnangiaceae). 

## Systematyka i nazewnictwo
Pozycja w klasyfikacji według Index Fungorum: Laccaria, Hydnangiaceae, Agaricales, Agaricomycetidae, Agaricomycetes, Agaricomycotina, Basidiomycota, Fungi.
Po raz pierwszy takson ten zdiagnozował w 1881 r. Jean Louis Émile Boudier nadając mu nazwę Clitocybe proxima. Obecną, uznaną przez Index Fungorum nazwę nadał mu w 1887 r. Narcisse Théophile Patouillard przenosząc go do rodzaju Laccaria. 
Niektóre synonimy nazwy naukowej:
- Clitocybe proxima Boud. 1881
- Laccaria laccata var. proxima (Boud.) Maire 1933
- Laccaria procera G.M. Taylor & P.K. Buchanan 1988
- Laccaria proximella Singer 1965

Nazwę polską nadał Władysław Wojewoda w 2003 r. Synonim nazwy polskiej – lakówka wyniosła. 

## Morfologia
Kapelusz
Średnica 2–8 cm, za młodu półkulisty, potem wypukły, na koniec rozpostarty, płaski z nieco wklęsłym środkiem, czasami faliście powyginany. Podczas wilgotnej pogody jest prążkowany, podczas suchej prążkowania brak, niewidoczne jest również żłobkowanie brzegów. Powierzchnia młodych owocników delikatnie filcowata, potem chropowata, pokryta drobnymi, odstającymi łuseczkami. Barwa od żółtawoczerwonawej przez pomarańczowoczerwoną i cielisto brązową po brązowoczerwoną. Podczas suchej pogody blaknie i staje się blado ochrowy. Dość często kapelusz promieniście pęka wzdłuż blaszek.
Blaszki
Mają szerokość 3–10 mm i są przyrośnięte do trzonu. Barwa różowa lub cielistoczerwonawa. Oprócz głównych blaszek występują międzyblaszki.
Trzon
Wysokość 6–12 cm, grubość 5–8 mm, kształt cylindryczny, często wygięty, przy podstawie zgrubiały, początkowo pełny, później pusty. Powierzchnia silnie włókienkowata, czasami spękana, barwa czerwonobrązowa lub ciemnobrązowa. Podstawa ciemniejsza od reszty trzonu i pokryta białymi strzępkami grzybni
Miąższ
Białawy z cielistobrązowawym odcieniem, w kapeluszu twardy, w trzonie chrząstkowaty. Smak łagodny, niewyraźny, zapach słaby, nieokreślony.
Cechy mikroskopowe
Wysyp zarodników biały. Zarodniki eliptyczne, pokryte drobnymi kolcami o długości 0,5–1 μm. Podstawki 4-zarodnikowe. Występują nitkowate cheilocystydy o długości ok. 70 μ i grubości 10 μm.

## Występowanie i siedlisko
Występuje w Ameryce Północnej i Środkowej, Europie, Azji, Australii i Maroku w Afryce Północnej. W Europie jest szeroko rozprzestrzeniony.
Rośnie na ziemi w lasach i na ich obrzeżach, wyłącznie pod sosnami. Preferuje miejsca wilgotne, wśród mchów torfowców. Spotykany jest także na odpadach organicznych. Owocniki wytwarza od czerwca do listopada.

## Gatunki podobne
- lakówka dwubarwna (Laccaria bicolor). Najbardziej charakterystyczną jej cechą jest długo utrzymująca się fioletowa barwa podstawy trzonu,
- lakówka pospolita (Laccaria laccata). Jest mniejsza, ma rzadsze blaszki[5].

Niektóre gatunki lakówek są morfologicznie trudne do odróżnienia.  Najbardziej do lakówki okazałej podobna jest lakówka pospolita. Czasami można odróżnić ją po siedlisku – jest bardzo częsta i rośnie w różnego typu lasach i pod różnymi drzewami, lakówka okazała tylko pod sosnami, czasami można odróżnić ją po wielkości i budowie zewnętrznej – jest wyraźnie mniejsza, zwykle jej kapelusz nie przekracza 4 cm średnicy i ma blaszki rzadsze i zwykle tej samej barwy co kapelusz. Jednak pewne rozróżnienie tych gatunków czasami możliwe jest tylko mikroskopowo. Zarodniki l. pospolitej są kuliste lub niemal kuliste i mają wyraźne kolce, zarodniki l. okazałej są eliptyczne i mają drobne kolce.